# Balthazar (opera)
Balthasar – opera kameralna Zygmunta Krauzego do libretta Ryszarda Peryta na podstawie dramatu Stanisława Wyspiańskiego „Daniel”.
Prapremiera w Warszawskiej Operze Kameralnej odbyła się pod kierunkiem muzycznym Rubena Silvy.
Tematem zarówno literackiego pierwowzoru (utworu Stanisława Wyspiańskiego), jak i opery jest biblijna historia zawarta w „Księdze Daniela”.
Treścią opery są ostatnie lata życia proroka Daniela więzionego na dworze Baltazara, ostatniego władcy Babilonu.

## Księga Daniela w sztuce
- Baltazar – poemat Jana Kasprowicza